# اکرمن‌ویل (پنسیلوانیا)
اکرمن‌ویل (به انگلیسی: Ackermanville) یک منطقهٔ مسکونی در ایالات متحده آمریکا است که در Washington Township واقع شده‌است. اکرمن‌ویل ۶۱۰ نفر جمعیت دارد.